# ギフォードマクマホンサイクル
ギフォードマクマホンサイクルとは、カークサイクルにおける圧縮を別の場所で行ってから元の場所に戻す冷凍サイクル。G-Mサイクルとも呼ばれる。1950年代末にGiffordが発明した。効率が良く、内部にかかる負荷も小さいのが特長である。

## 仕組み
シリンダーの最下部にあるディスプレーサーを上へ動かすことで、シリンダーの内部の圧力が高くなり、ヘリウムが冷却されて低音部に充填される。ここからヘリウムガスを蓄冷器を通して放出する。この際、サイモンガスによってヘリウムガスの温度が下がることによって、低温が発生する。2段式の構造を取ることにより、15K以下の低温を得ることが可能となっている。蓄冷器を冷却したヘリウムガスは元の場所に戻り、サイクルが完了する。なお、蓄冷剤に磁性材料を用いれば、4K以下の温度にまで冷却することも可能である。